# Chiến dịch Nam Kỳ
Chiến dịch Nam Kỳ là chiến dịch Pháp giành quyền bảo hộ toàn bộ miền Nam Kỳ, nhà Nguyễn bắt đầu từ năm 1858. Pháp phát động cuộc chiến tranh đầu tiên tại bán đảo Sơn Trà, Đà Nẵng đến ngày 5 tháng 6 năm 1862, nhà Nguyễn cắt đất cầu hòa ký hiệp ước với Pháp về việc công nhận nền bảo hộ của Pháp tại Nam Kỳ và không tiếp tục xâm phạm lãnh thổ nhà Nguyễn tại Trung Kỳ và Bắc Kỳ tại Hòa ước Nhâm Tuất (1862). Nhưng không lâu sau đó, Pháp trở mặt, lịch sử chuyển sang giai đoạn mới không còn trong Nam Kỳ.

## Bối cảnh
Trong cuộc chiến chống lại triều đình Tây Sơn, Nguyễn Ánh giành được nhiều sự giúp đỡ của người Pháp, đặc biệt là Giám mục Pigneau de Béhaine để củng cố quân đội và tạo cho mình một thế đứng vững vàng. Cũng đồng thời lúc đó vua Quang Trung của Tây Sơn đột ngột qua đời, nhà Tây Sơn rơi vào cảnh "cốt nhục tương tàn", triều đình nhanh chóng suy yếu và mất lòng dân. Nguyễn Ánh ra sức tấn công và đến năm 1802 đánh bại hoàn toàn Tây Sơn, lên ngôi hoàng đế, lập ra triều đại nhà Nguyễn. Sau khi diệt xong nhà Tây Sơn, nhà Nguyễn vẫn có quan hệ tốt với Pháp, đặc biệt, những người Pháp như Chaigneau, Vannier và Despiau làm quan tại triều. Gia Long (Nguyễn Ánh) cho mỗi người 50 lính hầu và khi chầu thì không cần lạy Hoàng đế.
Năm 1817, chính phủ Pháp phái tới Việt Nam chiếc Cybèle để thăm dò bang giao. Thuyền trưởng là Achille De Kergariou nói rằng vua Louis XVIII sai sang xin thi hành những điều ước do Bá Đa Lộc ký năm 1787 về việc nhường cửa Đà Nẵng và đảo Côn Lôn. Vua Gia Long sai quan ra trả lời rằng những điều ước ấy nước Pháp trước đã không thi hành thì nay bỏ, không nói đến nữa. Tuy nhiên, sự bành trướng của châu Âu ở Đông Nam Á khiến Gia Long e ngại, nhất là sau khi người Anh đánh chiếm được Singapore. Nhà vua thấy rằng cần phải giao hảo với người Tây phương nhưng không thể biệt đãi một quốc gia đặc biệt nào. Năm 1819, John White, một thương gia Hoa Kỳ tới Gia Định và được hứa hẹn sẽ dành cho mọi sự dễ dàng khi buôn bán ở Việt Nam.

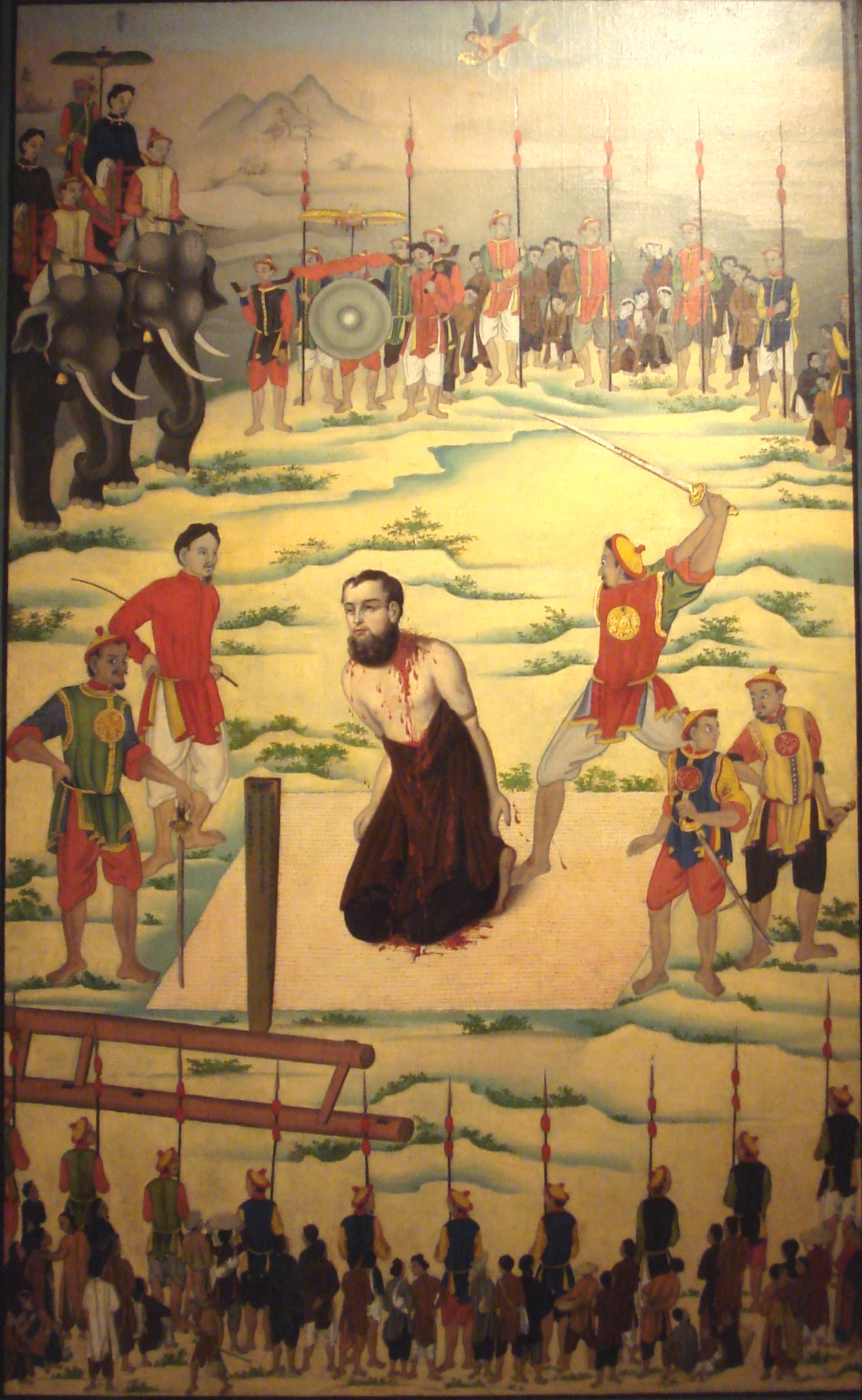
Cảnh hành hình giáo sĩ Pierre Borie năm 1838 dưới thời Minh Mạng

Vị vua kế tục Gia Long là Minh Mạng không có cảm tình với người Pháp như thái độ chung của người Á Đông lúc đó, coi người châu Âu là bọn man di, là quân xâm lược. Ngoài ra ông cũng không thích cả Công giáo của châu Âu. Trong thời kỳ Minh Mạng nắm quyền, tín đồ Công giáo bị đàn áp quyết liệt. Với những người Pháp đã từng giúp vua Gia Long, Minh Mạng tỏ thái độ lạnh nhạt nên khi Chaigneau trở lại Việt Nam không được trọng dụng nữa. Minh Mạng cho Chaigneau hay rằng không cần phải ký thương ước giữa hai chính phủ, người Việt Nam vẫn đối xử tốt đẹp với người Pháp là đủ, ông chỉ thỏa thuận mua bán với người Pháp nhưng không chấp nhận xây dựng đặt quan hệ ngoại giao chính thức với nước Pháp, quốc thư của Pháp xin cho ông Chaigneau làm Lãnh sự Pháp ở Việt Nam không được nhà vua đếm xỉa đến.
Vào giữa thế kỷ 19, ở Việt Nam đã có khoảng 300.000 người theo đạo Công giáo. Hầu hết các Giám mục và linh mục đều nói tiếng Pháp hoặc tiếng Tây Ban Nha. Hầu hết người Việt Nam thời bấy giờ không thích và nghi ngờ cộng đồng Kitô giáo này. Người Pháp lại bắt đầu cảm thấy có trách nhiệm đảm bảo tính mạng cho họ. Sách nhiễu các Kitô hữu cuối cùng giúp Pháp có một lý do để tấn công Việt Nam. Sự căng thẳng càng ngày càng gia tăng. Do những việc cấm đạo và tàn sát giáo dân của vua Minh Mạng mà ngay trong năm 1838 đã có sĩ quan Hải quân Fourichon đề nghị nước Pháp gửi Hải quân tới can thiệp nhưng bị Ngoại trưởng Pháp là Guizot bác bỏ. Dư luận Pháp thì sôi động vì sự ngược đãi giáo dân của Minh Mạng nên ủng hộ đề nghị dùng vũ lực.
Khi Thiệu Trị nối ngôi có thái độ mềm mỏng hơn, cho thả một số linh mục bị bắt và tỏ ý sẽ cho tàu sang Châu Âu mua bán nhưng sự kiện đụng độ tại Đà Nẵng năm 1847 giữa tàu Pháp và Việt khiến nhà vua tức giận và ông ra lệnh xử tử ngay tại chỗ tất cả người Âu bắt được tại Việt Nam. Theo Đại Nam thực lục: cuộc tấn công năm 1847 do tàu của nước Phật Lan Tây gây ra, triều đình nhà Nguyễn không biết nước Phật Lan Tây là nước nào. Nước Pháp từ trước đến giờ chỉ được hiểu là nước Phú Lãng Sa. Do đó, bên cạnh việc ra lệnh tiếp tục cấm đạo Thiên chúa, triều đình cũng cấm tàu của nước Phật Lan Tây cập cảng (các nước Tây dương khác, kể cả Phú Lãng Sa, không bị ảnh hưởng). Ngoài ra, không có chỉ dụ nào về việc xử tử tất cả người theo đạo Thiên chúa đang bị giam giữ để trả đũa.
Khi Tự Đức lên cầm quyền, triều đình vẫn cai trị tuân theo phong cách Nho giáo. Triều đình không có một biện pháp nào đối phó với phương Tây, ngược lại chỉ cấm đạo và cấm mua bán quyết liệt hơn trước. Nhân vụ An Phong Công Hồng Bảo mưu phản, tìm cách liên hệ với các giáo sĩ để soán ngôi mà nhà vua cho công bố 2 đạo dụ cấm đoán Công giáo các năm 1848 và 1851, từ 1848-1860, đã có hàng vạn giáo dân bị tàn sát hay lưu đày.
Ngày 16 tháng 9 năm 1856, tàu chiến Catinat đưa phái viên Pháp cầm quốc thư đến Đà Nẵng, và cũng nhằm mục đích dò xét tình hình, nhưng triều đình Huế lo ngại không chịu tiếp. Thất bại trong âm mưu điều tra tình hình Việt Nam nhằm phục vụ âm mưu xâm lược, ngày 26 tháng 9 năm 1856, hải quân Pháp trắng trợn khai hỏa bắn phá các đồn lũy rồi kéo lên khóa tất cả các đại bác bố trí ở trên bờ, sau đó tàu nhổ neo bỏ đi. Một tháng sau, ngày 24 tháng 10, chiến hạm Capricieuse lại cập bến cảng Đà Nẵng xin được gặp các quan lại trong triều để thương lượng, nhưng cũng bị cự tuyệt. Cuối cùng, ngày 23 tháng 1 năm 1857, một phái viên tên là Montigny của Napoléon III cập bến Đà Nẵng yêu cầu được tự do truyền đạo và buôn bán. Thực ra đây chỉ là một chuyến đi dọn đường sẵn cho cuộc can thiệp vũ trang khi đánh xong Trung Quốc. Cho nên, ngay trước khi Montigny đến Đà Nẵng một tháng, Bộ trưởng Hải quân Pháp là Hamelin đã tiếp viện thêm cho hạm đội Pháp ở Thái Bình Dương, và Bộ trưởng Ngoại giao nước Pháp là Walewski cũng đã ra lệnh cho Phó Đô đốc Rigault de Genouilly, lúc đó đang chỉ huy hạm đội Pháp tham gia cuộc tấn công Trung Quốc, sau khi bắn phá và chiếm cứ xong Quảng Châu phải kéo ngay quân xuống đánh Việt Nam. Rõ ràng việc cử Montigny sang triều đình Huế chỉ có giá trị ngoại giao hình thức, còn mọi mưu mô kế hoạch đều đã được sắp đặt từ trước, chỉ đợi thời cơ và kiếm cớ để nổ súng. Vì thế, bản thân Montigny đã có những hành động vô cùng trắng trợn. Vấp phải thái độ của triều đình Huế cương quyết cự tuyệt không tiếp, trước khi rút lui về nước, y đã đe dọa sẽ dùng vũ lực để trừng phạt nếu không đình chỉ việc cấm đạo, đồng thời y cũng cấp báo về nước yêu cầu cử binh chiếm gấp Nam Kỳ. Trước khi xuống tàu về nước, y còn lén lút đưa tên gián điệp đội lốt giáo sĩ Pellerin về Pháp yêu cầu Napoleon III cử binh sang Việt Nam để bênh vực những người theo đạo.
Ngày 22 tháng 4 năm 1857, Napoleon III quyết định lập ra Hội đồng Nam Kì để xét lại Hiệp ước Versailles đã được ký kết năm 1787 giữa Pigneau de Behaine, đại diện cho Nguyễn Ánh và Montmorin, đại diện cho Louis XVI. Âm mưu của Pháp lúc đó là muốn dựa vào Hiệp ước Versailles để "hợp pháp hóa" việc mang quân sang đánh chiếm Việt Nam. Nhưng trong thực tế thì hiệp ước đó đã bị thủ tiêu ngay sau khi ký kết, Chính phủ Pháp lúc đó không có điều kiện thi hành vì còn lo đối phó với ngọn sóng cách mạng đang dâng cao trong nước. Họ không thể dựa vào cớ thi hành hiệp ước để đưa quân chiếm đóng Đà Nẵng, Côn Đảo, đòi độc quyền thương mại và tự do truyền đạo ở Việt Nam như các điều khoản của hiệp ước đã ghi. Mặc dù vậy, người Pháp vẫn quyết định cử quân sang đánh chiếm Việt Nam, lập luận một cách trắng trợn rằng việc đem quân đánh chiếm Nam Kỳ đã từ lâu nằm trong dự kiến của nước Pháp, đến nay thi hành chẳng qua chỉ là tiếp tục truyền thống cũ, trung thành với một "quốc sách" đã được các chính phủ tiếp tục theo đuổi qua các thời kì mà thôi. Tháng 7 năm 1857, Napoleon III quyết định can thiệp vào Việt Nam bằng vũ lực. Pháp đã lấy cớ trả thù việc triều đình Huế không tiếp nhận quốc thư của Pháp do tàu chiến Catina đem đến tháng 9 năm 1856, vì cho là "làm nhục quốc kì" Pháp. Mặt khác, họ còn lấy cớ "bênh vực đạo", "truyền bá văn minh công giáo" để tranh thủ sự đồng tình ủng hộ của dư luận công giáo ở Pháp và Việt Nam. Nhưng tất cả những lý do đó đều không che đậy nổi nguyên nhân sâu xa bên trong của âm mưu xâm lược. Đó là yêu cầu tìm kiếm thị trường và căn cứ ở Viễn Đông, nhất là ở miền Nam Trung Quốc, của chủ nghĩa tư bản Pháp đang chuyển mạnh lên con đường đế quốc thực dân, đó là cuộc chạy đua giành giật thị trường giữa Pháp với các nước tư bản khác ở khu vực Viễn Đông, đặc biệt với Anh.
Năm 1857, Tự Đức lại cho xử tử hai nhà truyền giáo Tây Ban Nha. Đây không phải là đầu tiên nhưng cũng không phải là sự cố mới nhất, và lần trước chính phủ Pháp đã bỏ qua các hành động khiêu khích kiểu này. Nhưng lần này, Tự Đức hành xử không đúng thời gian, vì hiện đang diễn ra cuộc Chiến tranh Nha phiến lần thứ 2. Quân đoàn viễn chinh của Anh và Pháp được gửi đến vùng Viễn Đông để trừng phạt Trung Quốc, và kết quả là người Pháp có thừa quân trong tay để can thiệp vào tình hình Đại Nam. Tháng 11 năm 1857, hoàng đế Napoleon III của Pháp ra lệnh Đô đốc Charles Rigault de Genouilly đem một đoàn viễn chinh sang trừng phạt Việt Nam. Tháng 9 năm 1858, liên quân Pháp và Tây Ban Nha đã cập bến tại Tourane (Đà Nẵng) và chiếm được đánh được thành phố.

## Nam Kỳ thất thủ, hòa ước Nhâm Tuất được ký kết

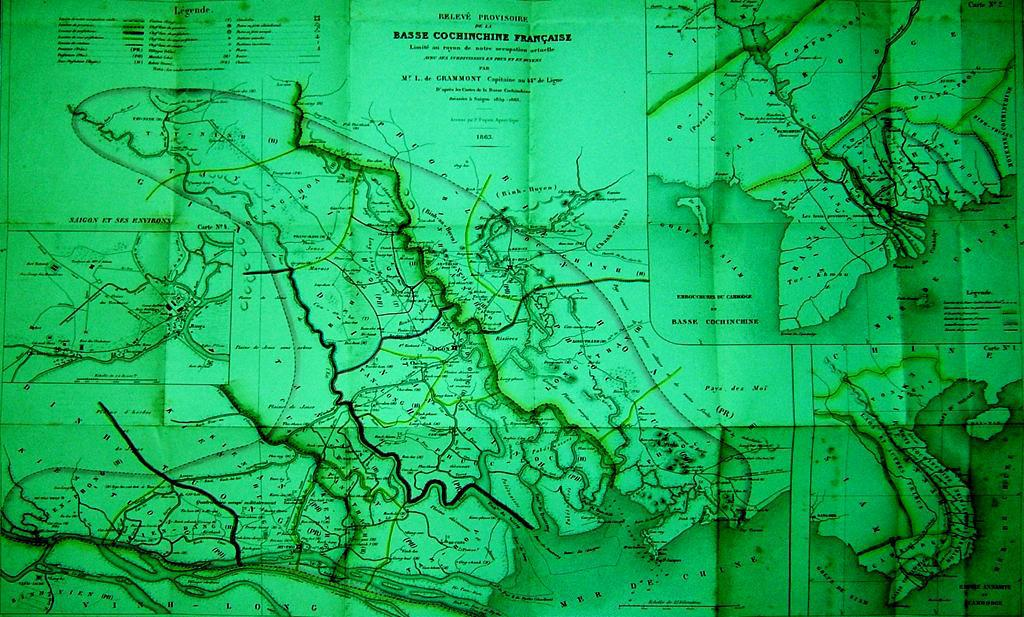
Bản đồ các tỉnh Gia Định, Định Tường và Biên Hòa trong bản đồ hành chính Cochin Chine khu vực thuộc Pháp kiểm soát năm 1863 (Basse Cochinchine Francaise) và trước đó là Nam Kỳ Lục tỉnh năm 1859 (Basse Cochinchine). (Henri Rieunier (1833-1918) vẽ năm 1863.)